# Kallitaxila cruenta
Kallitaxila cruenta är en insektsart som först beskrevs av Melichar 1914.  Kallitaxila cruenta ingår i släktet Kallitaxila och familjen Tropiduchidae. Inga underarter finns listade i Catalogue of Life.